# Constantin Verderosa
Constantin Verderosa est un écrivain, enseignant, clarinettiste et compositeur français originaire de Guyane. Il est né à Cayenne le 5 octobre 1889 et mort le 10 janvier 1970, à l'âge de 81 ans.   

## Biographie

### Origines
Constantin Verderosa nait à Cayenne en 1889. Sa mère est une agricultrice d'origine alsacienne et son père est un tailleur d'origine italienne. Il étudie au collège de Cayenne où il obtint son Brevet d'enseignement primaire. Il passe une majeure partie de sa vie à Cayenne, puis dans différentes communes de la Guyane où il exerce son métier d'instituteur. Parallèlement, il s'adonne à sa passion de clarinettiste et de compositeur. Il enregistre avec Yvan Rollus : "Le Grand quadrille créole".           

### Carrière
En 1913, Constantin Verderosa commence sa carrière d'instituteur, tout d'abord dans la commune de Montsinéry puis à Corrossony. En 1925, à sa propre demande, il occupe le poste de directeur de l'école des garçons de Sinnamary jusqu'en 1945.De 1946 à 1957, il exerce la fonction de comptable au sein de l'hôpital Saint-Claude, à Pointe-à-Pitre, en Guadeloupe,. Les années 1957 à 1969 marquent son retour en Guyane. Durant cette période, il est secrétaire de Mairie à Sinnamary,.         

#### Construction du pont Counamama
En 1933, Constantin Verderosa construit, avec l'aide de son fils Roland Verderosa, maire de Sinnamary, le pont Counamama reliant ainsi les communes de Sinnamary et Iracoubo,. Il permet aux habitants de la commune de Sinnamary de se déplacer en mettant à leur disposition sa voiture personnelle « Le Taxi de la Marne ». Il permet ainsi le désenclavement de la commune de Sinnamary. Il participe également à l'électrification ainsi qu'à la mise en place des structures sanitaires de la ville de Kourou.          

## Œuvres
Le théâtre de Verderosa cherche principalement à montrer et à décrire des scènes du quotidien. L'auteur au travers de ses différentes pièces montre la place de la langue créole au sein de la société bourgeoise de Guyane. Constantin Verderosa publie onze pièces de théâtre. Trois des onze pièces ont été publiées en un seul et même recueil : Scène Créoles: Eloïse, Céphise, La Peau Léon. 
Notons également que les pièces de théâtre de Constantin Verderosa ont été rédigées, entièrement ou partiellement, en créole guyanais.  
- Théâtre: Scène Créoles : Eloïse, Céphise, La Peau Léon [2],[6].
- Théâtre: "Un conseil municipal à Conarky"[5].
- Théâtre: "La Terrine Cassée"[5].
- Nouvelle : Les chaînes du passé, Paris, Soulanges, 1961 [3],[6].

L'œuvre théâtrale Scènes Créoles : Eloïse, Céphise, La peau Léon sont étudiés dans le cadre du CAPES de créole. Les candidats du CAPES créole étudient ainsi le théâtre de Constantin Verderosa sous un aspect syntaxique, historique et littéraire. 

## Thèmes abordés
Les pièces de théâtre de Constantin Verderosa abordent la société guyanaise d'antan. En effet, le thème de l'assimilation est celui qui ressort le plus dans les textes de Scènes Créoles. 
- La pièce « Eloïse » relate le magnétisme de la France chez les femmes guyanaises. Elle est un parfait exemple d'assimilation culturelle[1].
- La pièce « Céphise » est un texte rendant hommage aux « gangans », soit aux femmes âgées de Guyane[1].
- La pièce « La Peau Léon » montre le processus d'assimilation culturelle dans lequel les guyanais sont inscrits depuis la départementalisation de la Guyane[1].
- La nouvelle Les Chaînes du passé décrit une abolition progressive de l'esclavage[5].

Les pièces de Constantin Verderosa mettent en scène plusieurs protagonistes appartenant à des catégories sociales différentes. Ainsi, l'étude des œuvres littéraires de l'auteur permet de mettre en lumière des pratiques religieuses et culturelles, telles que l'utilisation de l'essence de bois de rose, qui ne sont pour la plupart plus pratiquées aujourd'hui.      

## Mise en scène des pièces de théâtre
Claudine Verderosa, la belle-fille de l'auteur a mis en scène deux pièces de théâtre de son beau-père: Un conseil municipal à Conarky et La Terrine Cassée. Les deux pièces de théâtre ont été traduites et interprétés en créole par Claudine Verderosa et ses élèves.  

## Réception de l'œuvre:Les Chaînes du passé
L'ancien gouverneur de Guyane Louis Joseph Bouge apporte sa caution à la nouvelle Les Chaînes du Passé de Constantin Verderosa. Il écrit notamment dans la préface de cette nouvelle cette phrase décrivant l'abolition progressive de l'esclavage en Guyane " 
Les Chaînes du Passé, d'une écriture alerte, sans prétention, apportent leur contribution à la compréhension d'une période bien révolue, qui fut, parfois dans ses développements et leurs conséquences, différente de l'idylle guyanaise" 
Cette nouvelle reçoit en ce sens un accueil favorable de la part des enseignants et des élèves. 

### Filmographie
Constantin Verderosa (1889-1970) - Mémoires et Récits de Guyane, de Osa productions (prod.) et de Jean-Luc Verderosa (réal.), scénario de Jean-Luc Verderosa, 1998, Documentaire, 50 min [présentation en ligne]